# Albertus van Raalte
Albertus Christiaan van Raalte était un pasteur de l’Église réformée d’Amérique au XIXe siècle, né le 11 octobre 1811 et décédé le 27 juillet 1876. 
Il guida les immigrants hollandais qui fondèrent la ville de Holland au Michigan et il établit l’université qui deviendra par la suite Hope College.